# Rijksbeschermd gezicht Droogmakerij De Schermer
Gezicht Droogmakerij De Schermer is een van rijkswege beschermd dorpsgezicht in de Droogmakerij Schermer in de voormalige gemeente Schermer in de Nederlandse provincie Noord-Holland. De bescherming omvat ook de dorpen Stompetoren en Zuidschermer die in de droogmakerij gelegen zijn. De procedure voor aanwijzing werd gestart op 31 maart 2005. Het gebied is nog niet definitief aangewezen. Het beschermd gezicht beslaat een oppervlakte van 4946,8 hectare.
Panden die binnen een beschermd gezicht vallen krijgen niet automatisch de status van beschermd monument. Wel zal de gemeente het bestemmingsplan aanpassen om nieuwe ontwikkelingen in het gebied te reguleren. De gezichtsbescherming richt zich op de stedenbouwkundige en cultuurhistorische waardering van een gebied en wil het toekomstig functioneren daarvan veiligstellen.